# Eduard von Lichnowsky

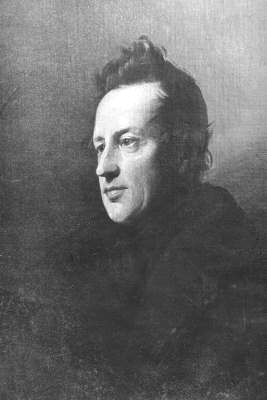
Fürst Eduard Lichnowsky

Fürst Eduard Maria von Lichnowsky (* 19. September 1789 in Wien; † 1. Januar 1845 in München) war der dritte Fürst von Lichnowsky und war als Autor und Historiker tätig.

## Leben
Er entstammte dem böhmisch-schlesischen Adelsgeschlecht Lichnowsky und war Sohn des Fürsten Karl aus dessen Ehe mit Christiane Gräfin Thun. Er studierte in Göttingen und Leipzig. 1810/11 lebte er in Berlin (auch bekannt als Prinz Lichnowski) und beteiligte sich am gesellschaftlichen und kulturellen Leben. Er sandte Artikel für  Heinrich von Kleists  „Berliner Abendblätter“ ein und war Mitglied der Deutschen Tischgesellschaft.
Er heiratete 1813 die Gräfin Eleonore von Zichy. Mit dieser hatte er mehrere Kinder. Darunter waren die Söhne Felix und Karl.
Nach dem Tod des Vaters übernahm er 1814 als dritter Fürst von Lichnowsky dessen Erbe, wozu unter anderem Schloss Kreuzenort gehörte. Er hat bei der Bewirtschaftung der Güter unter anderem neuere rationelle Methoden der Schafhaltung eingeführt.
Daneben hat er sich als belletristischer und wissenschaftlicher Autor betätigt. Lichnowsky gab seit 1817 die „Denkmale der Baukunst und Bildnerei des Mittelalters in dem österreichischen Kaiserthum“ heraus. Die Bände enthielten von ihm verfasste Texte und Abbildungen bekannter Künstler. Die Reihe endete bereits nach dem vierten Band, erschienen 1824, der auch keinen Text mehr enthielt. Lichnowsky war auch als Übersetzer für Werke von Félicité de Lamennais tätig. Es erschien aber nur ein Band. Im Jahr 1821 veröffentlichte er ein Trauerspiel unter dem Titel „Roderich.“
Von nachhaltigerer Bedeutung war seine Geschichte des Hauses Habsburg. Die Anregung dazu soll von Klemens Wenzel Lothar von Metternich ausgegangen sein. Zwischen 1836 und 1844 erschienen acht Bände. Diese umfassten die Zeit von Rudolf I. bis Friedrich III. also die Jahre 1218 bis 1493. Das Werk stieß bereits damals auf Kritik. Heute ist es veraltet. Es ist aber insbesondere wegen des Quellenanhangs und der Regesten von Urkunden noch von einer gewissen Bedeutung. Allerdings stammten diese Teile zu einem großen Teil von dem Mitarbeiter Ernst von Birk.
Nach 1842 wurde sein Gesundheitszustand immer schlechter und er hielt sich längere Zeit in Rom auf, ehe er nach München übersiedelte.

## Werke (Auswahl)
- Geschichte des Hauses Habsburg. Band 1, Wien 1836 (Digitalisat).
- Geschichte des Hauses Habsburg. Band 2, Wien 1837 (Digitalisat).
- Geschichte des Hauses Habsburg. Band 3, Wien 1838 (Digitalisat).
- Geschichte des Hauses Habsburg. Band 4, Wien 1839 (Digitalisat).
- Geschichte des Hauses Habsburg. Band 5, Wien 1841 (Digitalisat).
- Geschichte des Hauses Habsburg. Band 6, Wien 1842 (Digitalisat).
- Geschichte des Hauses Habsburg. Band 7, Wien 1843 (Digitalisat).
- Geschichte des Hauses Habsburg. Band 8, Wien 1844 (Digitalisat).